# Notochodaeus formosanus
Notochodaeus formosanus är en skalbaggsart som beskrevs av Yoshihiko Kurosawa 1968. Notochodaeus formosanus ingår i släktet Notochodaeus och familjen Ochodaeidae. Inga underarter finns listade i Catalogue of Life.